# Mehmet Batdal
Mehmet Batdal (Smirne, 25 dicembre 1987) è un ex calciatore turco, di ruolo attaccante.

## Carriera

### Club

#### Bucaspor e il prestito all'Altay
Cresce nelle giovanili del Bucaspor, nel quale esordisce nel 2005. Nel 2008 viene ceduto in prestito all'Altay. A fine stagione torna al Bucaspor e grazie al suo contributo in fase realizzativa, il Bucaspor ottiene la promozione nella TFF 1. Lig. La stagione 2009-2010 è la stagione più proficua per l'attaccante turco che mette a segno 19 reti in 32 presenze e permette al Bucaspor di tornare nella massima divisione turca.

#### Galatasaray e i vari prestiti
L'ottima stagione nella seconda divisione turca gli permette di essere ingaggiato dal Galatasaray per la stagione 2010-2011. A gennaio 2011 viene ceduto in prestito al Konyaspor poiché con la maglia dei leoni di Istanbul trova pochissimo spazio. Stessa situazione continua nelle esperienze in prestito nel Konyaspor e successivamente nel Karabükspor. Rientra dai prestiti ad inizio 2012 e a fine stagione vince il campionato con il Galatasaray anche se scende in campo in una sola occasione contro il Trabzonspor, partita pareggiata per 1-1. La stagione successiva viene ceduto nuovamente in prestito, ma questa volta torna nel Bucaspor, club che lo lanciò nel grande calcio. il club milita nella seconda divisione turca e Mehmet torna a mettersi in luce come i primi tempi proprio quando vestiva quella maglia. A fine stagione il Bucaspor non ottiene la promozione e l'attaccante turco accumula 33 presenze dove mette a segno 12 reti.

#### İstanbul B.B.
Nell'estate del 2013 si svincola dal Galatasaray e si accasa nell'İstanbul B.B..

### Nazionale
A novembre 2016 viene convocato dal CT Fatih Terim per partecipare alla partita valida alle qualificazioni al campionato mondiale di calcio 2018 contro il Kosovo; partita dove rimarrà per tutti i novanta minuti di gioco in panchina.

## Statistiche

### Presenze e reti nei club
| Stagione                | Squadra                 | Campionato              | Campionato | Campionato | Coppe nazionali | Coppe nazionali | Coppe nazionali | Coppe continentali | Coppe continentali | Coppe continentali | Altre coppe | Altre coppe | Altre coppe | Totale | Totale |
| Stagione                | Squadra                 | Comp                    | Pres       | Reti       | Comp            | Pres            | Reti            | Comp               | Pres               | Reti               | Comp        | Pres        | Reti        | Pres   | Reti   |
| ----------------------- | ----------------------- | ----------------------- | ---------- | ---------- | --------------- | --------------- | --------------- | ------------------ | ------------------ | ------------------ | ----------- | ----------- | ----------- | ------ | ------ |
| 2005-2006               | Bucaspor                | LB                      | 21         | 2          | CT              | 0               | 0               | -                  | -                  | -                  | -           | -           | -           | 21     | 2      |
| 2006-2007               | Bucaspor                | LB                      | 16         | 5          | CT              | 4               | 0               | -                  | -                  | -                  | -           | -           | -           | 20     | 5      |
| 2007-gen. 2008          | Bucaspor                | 2L                      | 12         | 9          | CT              | 0               | 0               | -                  | -                  | -                  | -           | -           | -           | 12     | 9      |
| gen.-giu. 2008          | Altay                   | 1L                      | 10         | 1          | CT              | 0               | 0               | -                  | -                  | -                  | -           | -           | -           | 10     | 1      |
| 2008-2009               | Bucaspor                | 2L                      | 30         | 7          | CT              | 0               | 0               | -                  | -                  | -                  | -           | -           | -           | 30     | 7      |
| 2009-2010               | Bucaspor                | 1L                      | 30         | 16         | CT              | 2               | 2               | -                  | -                  | -                  | -           | -           | -           | 32     | 18     |
| 2010-gen. 2011          | Galatasaray             | SL                      | 6          | 0          | CT              | 1               | 0               | UEL                | 3                  | 1                  | -           | -           | -           | 10     | 1      |
| gen.-giu. 2011          | Konyaspor               | SL                      | 3          | 0          | CT              | 0               | 0               | -                  | -                  | -                  | -           | -           | -           | 3      | 0      |
| 2011-gen. 2012          | Karabükspor             | SL                      | 9          | 1          | CT              | 0               | 0               | -                  | -                  | -                  | -           | -           | -           | 9      | 1      |
| gen.-giu. 2012          | Galatasaray             | SL                      | 1          | 0          | CT              | 0               | 0               | -                  | -                  | -                  | -           | -           | -           | 1      | 0      |
| Totale Galatasaray      | Totale Galatasaray      | Totale Galatasaray      | 7          | 0          |                 | 1               | 0               |                    | 3                  | 1                  |             | -           | -           | 11     | 1      |
| 2012-2013               | Bucaspor                | 1L                      | 31+2       | 12+0       | CT              | 0               | 0               | -                  | -                  | -                  | -           | -           | -           | 33     | 12     |
| Totale Bucaspor         | Totale Bucaspor         | Totale Bucaspor         | 140+2      | 51+0       |                 | 6               | 2               |                    | -                  | -                  |             | -           | -           | 148    | 53     |
| 2013-2014               | İstanbul Başakşehir     | 1L                      | 31         | 13         | CT              | 1               | 0               | -                  | -                  | -                  | -           | -           | -           | 32     | 13     |
| 2014-2015               | İstanbul Başakşehir     | SL                      | 17         | 4          | CT              | 8               | 4               | -                  | -                  | -                  | -           | -           | -           | 25     | 8      |
| 2015-2016               | İstanbul Başakşehir     | SL                      | 31         | 9          | CT              | 3               | 2               | UEL                | 1                  | 0                  | -           | -           | -           | 35     | 11     |
| 2016-2017               | İstanbul Başakşehir     | SL                      | 21         | 5          | CT              | 2               | 1               | UEL                | 2                  | 0                  | -           | -           | -           | 25     | 6      |
| 2017-gen. 2018          | İstanbul Başakşehir     | SL                      | 4          | 0          | CT              | 2               | 1               | UCL+UEL            | 0+3                | 0                  | -           | -           | -           | 9      | 1      |
| Totale İstanbul B.B.    | Totale İstanbul B.B.    | Totale İstanbul B.B.    | 104        | 31         |                 | 16              | 8               |                    | 6                  | 0                  |             | -           | -           | 126    | 39     |
| gen.-giu. 2018          | Ankaraspor              | SL                      | 8          | 2          | CT              | 0               | 0               | -                  | -                  | -                  | -           | -           | -           | 8      | 2      |
| 2018-2019               | Fatih Karagümrük        | 2L                      | 17         | 2          | CT              | 2               | 3               | -                  | -                  | -                  | -           | -           | -           | 19     | 5      |
| 2019-mar. 2020          | Fatih Karagümrük        | 1L                      | 0          | 0          | CT              | 0               | 0               | -                  | -                  | -                  | -           | -           | -           | 0      | 0      |
| Totale Fatih Karagümrük | Totale Fatih Karagümrük | Totale Fatih Karagümrük | 17         | 2          |                 | 2               | 3               |                    | -                  | -                  |             | -           | -           | 19     | 5      |
| Totale carriera         | Totale carriera         | Totale carriera         | 300        | 88         |                 | 25              | 13              |                    | 9                  | 1                  |             | -           | -           | 334    | 102    |

## Palmarès
- TFF 2. Lig: 1

Bucaspor: 2008-2009
- TFF 1. Lig: 2

Bucaspor: 2009-2010
İstanbul B.B.: 2013-2014
- Campionato turco: 1

Galatasaray: 2011-2012